# Ospedale di Santa Maria della Croce al Tempio
L'ospedale di Santa Maria della Croce al Tempio è stato una struttura assistenziale di Firenze, situata in via San Giuseppe ai numeri 12-14, angolo via dei Macci.

## Storia
Fin dai primi statuti della Compagnia di Santa Maria della Croce al Tempio del 1356, i confratelli vollero istituire, tra le varie opere pie, un ospedale per l'accoglienza dei viandanti e pellegrini. Non è chiaro se la prima sede di tale istituzione fosse un ospedale templare fuori le mura, presso la chiesetta del Tempio, o quello spedale detto "di Santa Maria della Croce" in via dei Malcontenti (oggi via San Giuseppe, esistente almeno dal 1332 quando era diretto da un certo sor Giovanni, e che era dotato di un oratorio tuttora esistente.
In ogni caso nel 1428, grazie alla cospicua eredità ottenuta da Simone di Buonarrota (un antenato dei Buonarroti), la struttura di via dei Malcontenti venne ingrandita e riaperta sotto l'egida della Compagnia, per ospitare pellegrini, viandanti, poveri e malati. Di questa donazione resta una lapide fatta apporre nel 1633 da Michelangelo Buonarroti il Giovane nell'oratorio di Santa Maria Vergine della Croce al Tempio.
ACCIOCCHÉ IL TALENTO

DELLE BUONE OPERE VAGLIA D'ESEMPIO

ALLA PIA POSTERITÀ I CAPITANI

DELLA COMPAGNIA DEL TEMPIO INSIEME

CO LI LORO COLLEGI DECRETARONO L'A.

MDCXXXIII CHE MICHELAGNOLO

DI LIONARDO BUONARROTI SIMONI

UNO DE' FRATELLI DI ESSA COMPAGNIA

POTESSE POR QUI LA PRESENTE MEMORIA

IN MARMO A SIMONE DI BUONARROTA

SIMONI SUO CONSANGUINEO IL QUALE

TESTANDO E POI MORENDO A DI' VI

DI NOVEMBRE DELL'ANNO MCCCCXXVIII

LASCIÒ LA SUA EREDITÀ A ESSA COMPAGNIA

PER LA QUALE EREDITÀ SI COMINCIÒ

A FABBRICAR QUESTO MISERICORDIOSO

SPEDALE
Le fonti seicentesche parlano di dodici o tredici letti a disposizione, con una cucina posta in angolo con via de' Macci e l'abitazione dello spedalingo non comunicante direttamente, posta sull'altra cantonata presso via delle Conce, inframezzata dall'oratorio stesso e dalla sede generale della Compagnia.
Il 12 novembre 1750 lo spedale della Compagnia fu soppresso e ceduto al Bigallo, ma il 25 gennaio 1751 un documento lo ricorda come ancora provvisoriamente attivo. Fu chiuso definitivamente il 2 novembre 1752, con annessione dell'oratorio, della casa dello spedaligo e tutte le pertinenze al Bigallo, atto che generò una disputa con la Compagnia della Croce al Tempio per mantenere i propri locali. La questione si esaurì però quando nel 1785 Pietro Leopoldo soppresse la confraternita, e l'ospedale venne ridotto a civili abitazioni.
Oggi restano a memoria della sua storia l'oratorio e alcuni pietrini della Compagnia della Croce al Tempio su via de' Macci.